# Cerus avonturensis
Cerus avonturensis är en insektsart som beskrevs av Pieter D. Theron 1984. Cerus avonturensis ingår i släktet Cerus och familjen dvärgstritar. Inga underarter finns listade i Catalogue of Life.